# Graptomyza antipoda
Graptomyza antipoda är en tvåvingeart som beskrevs av Shannon 1927. Graptomyza antipoda ingår i släktet Graptomyza och familjen blomflugor. Inga underarter finns listade i Catalogue of Life.